# 张树新
张树新（1963年7月10日—），辽宁抚顺人，中國企業家和金融投資人，以創立中國最早的互聯網企業瀛海威聞名，並有「中国互联网第一人」、「中国互联网教母」等稱號。

## 生平
张树新於1963年7月10日出生於遼寧撫順出生，父親是抚顺钢厂研究所的总工程师，1970年受到文革影響全家被趕到農村，张树新也由於父親的成分，被稱呼為「狗崽子」，直到1978年父親獲得平反。张树新在初中時受到科幻小說《小灵通漫游未来》的影響，報讀了中國科學技術大學（中科大）化學系，大學時以瑪麗·居禮為目標，並成為中科大第一個女學生會主席。1986年畢業後，她改變了之前的目標，在《中国科学报》擔任記者，三年後發現記者出路不好而轉行，轉到中国科学院機關工作。1992年離開中科院創業，創辦了天树策划公司，隨後投身寻呼行业，在山東開設了7個寻呼台。1994年末，张树新前往美國期間，在中科大校友那裡首次了解到電子郵件，這引起了她對互聯網的興趣。回國後，她和丈夫姜作贤從銀行貸款800萬人民幣加上過去創業累積的700萬人民幣為本金，在1995年成立了北京瀛海威科技有限责任公司。
瀛海威初期的業務是給中關村的科技人員提供電子郵件的商務中心，還有販賣電腦和调制解调器，並在中科院下開設了中國第一個門戶網站「瀛海威时空」。由於在1995年全中國只有不到一萬人能上網，為了發展用戶，张树新讓瀛海威向互聯網服務供應商方向發展。1996年9月，瀛海威獲得中国兴发集团和北京信托投資，獲得5000萬人民幣注資。1996年12月，瀛海威在北京、上海、廣州等八大城市開設節點。1998年6月，由於瀛海威長期虧損，张树新被逐出公司。1998年末她與合夥人建立Windragon公司，Windragon持股盛华元通10%股份，其後一年，她與跟隨她離開瀛海威的團隊在盛华元通負責風險投資業務，過去成立的公司天树策划則負責公關服務。此外，张树新還擔任润迅的顧問和香港電訊的諮詢，並另外成立Majorshare公司負責這些業務。1999年末，张树新退出了盛华元通，並出售了Windragon的股份。同期她與曹家昌合作，成立互聯通股份有限公司（Chinalink Networks LTD），並曾擔任公司首席执行官和執行董事。2000年3月，她幫助润迅重組成新润讯，並擔任其首席执行官。2000年底在香港和北京成立联和运通，由Majorshare控股，在中國展開投資業務。
從2004年開始，张树新開始參加各類公益活動和組織，當年她和刘晓光等企業家組建關注環境保護的阿拉善SEE生态协会。2007年张树新牽頭組建中国科学技术大学新创校友基金会，以支持母校中科大的發展。2008年张树新退居二線，將联和运通業務轉交到合夥人管理，自身和丈夫展開環球旅行。旅行持續了八年，直到2015年，张树新在中科大開設課程《互联网发展史：技术，财富与文明变迁》，課程之後交由學校負責，並成為中科大信息学院二年级以上的必修课。